# Porte des Grenades
La puerta de las Granadas (littéralement, Porte des Grenades) ou arco de las Granades est la porte historique la plus populaire pour accéder au Bois de l'Alhambra autour du palais de l'Alhambra, dans la ville de Grenade, en Andalousie.

## Style
Il s'agit d'une construction imitant un arc de triomphe romain, avec sa façade avant d'un classicisme très pur. Elle est une porte de la Renaissance espagnole, édifiée au XVIe siècle sous le règne de l'empereur Charles Quint.

## Brève histoire
Son édification a débuté pour commémorer la visite de Charles Quint en 1526 à Grenade avec pour motif son récent mariage à Séville avec Isabelle du Portugal, selon le programme impérial . Elle a remplacé une ancienne porte arabe.

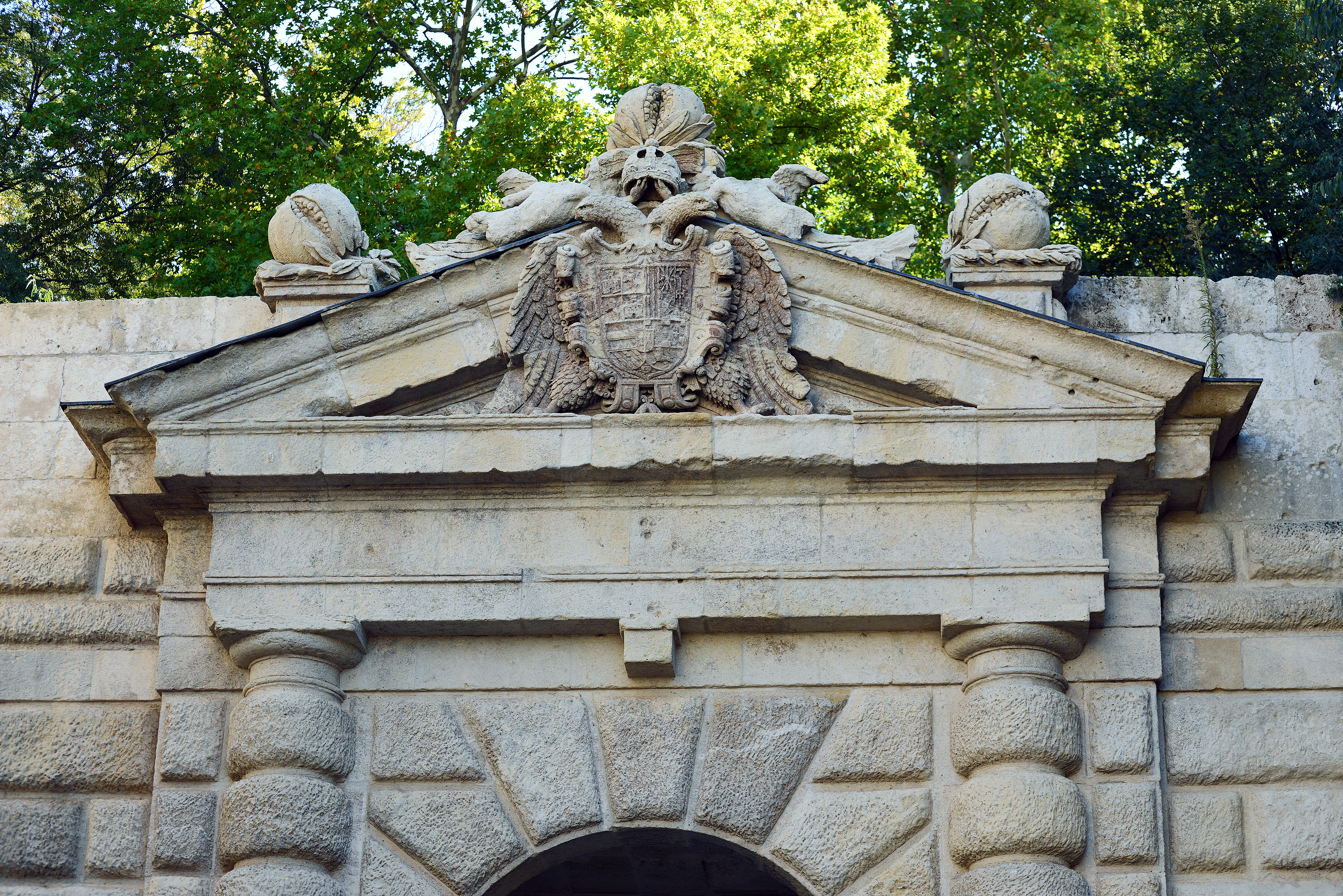
Fronton qui parachève l'arc principal, décoré avec des grenades et l'écusson impérial.

Connue comme porte des Gomérez jusqu'au XVIIIe siècle, elle tient son nom des trois grands fruits de grenades, symbole de la ville, qui couronnent le fronton triangulaire parachevant l'arc principal, et qui accompagnent les armoiries impériales de Charles Quint qui sont sculptées dans le tympan.
La porte est déclarée Monument Historique Artistique National du patrimoine espagnol le 10 février 1870 comme faisant intégralement partie de la muraille arabe.